# Jaime Urrutia
Jaime Urrutia Valenzuela (Madrid, 21 de junio de 1958) es un compositor y músico español de la llamada movida madrileña, exmiembro del grupo español de rock Gabinete Caligari.

## Historia

### Inicios
Fue miembro del grupo punk Parálisis Permanente junto a Eduardo Benavente y Nacho Canut, también de  Ejecutivos Agresivos, uno de los grupos seminales de la nueva ola, de la que surgieron también grupos como Derribos Arias o Décima Víctima, y que iniciaron las hordas llamadas «siniestras» de la movida, cuyas principales influencias eran grupos británicos como The Cure, Joy Division o Bauhaus. Cuando el grupo se disolvió, fundó junto a Ferni Presas y Edi Clavo, Gabinete Caligari cuyo nombre se basaba en la película El gabinete del doctor Caligari (1920), considerada la obra por excelencia del cine expresionista alemán.

### Gabinete Caligari
Tras una primera época oscura —con temas como Tren especial, Olor a carne quemada y ¿Cómo perdimos Berlín?—, las composiciones de Urrutia fueron siendo más eclécticas, recuperando temas ajenos al universo del rock en cuanto a las letras, como aquellas que son estupendos lienzos del mundo del toreo —no en vano su padre fue crítico taurino— y aderezándolas con melodías influidas por la tarantela o el pasodoble.

### Tomando carrera en solitario
Tras Gabinete Caligari, su primer disco en solitario fue Patente de corso (2002), producido por su habitual Jesús N. Gómez, del que se extrajeron temas como Qué barbaridad o Castillos en el aire, y que lo devolvió a la actualidad musical, hecho al que contribuyeron las colaboraciones con artistas como Loquillo, Enrique Bunbury o Andrés Calamaro. Jaime contrató para la grabación de su primer disco y los posteriores conciertos precisamente a los músicos de Calamaro, Niño Bruno, Julián Kanevski, Germán Vilella, Candy Caramelo y Guille Martín. El disco incluía incursiones en la bossa nova y los ritmos latinos, y supuso ampliar la paleta musical de Jaime como compositor respecto a los estilos desarrollados en Gabinete Caligari.
En 2005 editó El muchacho eléctrico, de éxito y difusión más moderados. No obstante, Jaime Urrutia mantiene el pulso compositivo, creando letras muy cercanas a cierta época de Gabinete Caligari, pero muy alejadas de lo que es el patrón compositivo de los cantautores españoles.
En 2006 colaboró con la Vargas Blues Band del guitarrista y líder del grupo Javier Vargas con el tema de celos.
Gabinete Caligari  jamás editó ningún concierto grabado, por la reticencia de sus miembros hacia los discos en directo. Únicamente se registraron varios temas sueltos en algunas reediciones posteriores de sus discos de estudio. Sin embargo, el 20 de febrero de 2007 Jaime Urrutia grabó En Joy, su primer disco en directo en la sala Joy Eslava junto a músicos de su generación como Ariel Rot y Loquillo, y otros de actualidad como Eva Amaral de Amaral, Dani Martín de El Canto del Loco o el dúo Pereza, entre otros. Jaime tocó con un grupo muy poco conocido llamado Oopstell para el aniversario de cadena SER en Játiva. El disco fue editado unos meses más tarde, junto con el DVD del concierto.
Ya en 2010 publica Lo que no está escrito, un disco grabado en los estudios circo Perrotti en Gijón, en analógico al más puro estilo Elvis, de la época de los años 50 y 60, del que se extraen canciones como la que da título al disco, Lo que no está escrito, De perdidos al río, quizás la joya de la corona, o Tratando, que ya incluyó en el directo de 2007, En Joy.
En 2014 se publica Jaime Urrutia. La fuerza de la costumbre  es un documental dirigido por el cineasta colombiano Carlos Duarte, que explora la vida y carrera del músico Jaime Urrutia. El documental se caracteriza por un trabajo de seguimiento y observación de Urrutia durante varios años, capturando tanto aspectos personales como profesionales de su vida. Además, incluye intervenciones de diversos personajes del mundo artístico, quienes reflexionan sobre la figura y la influencia de Urrutia en la música y la cultura popular.

### Radio
En 2007, Jaime Urrutia comenzó una colaboración semanal, junto con su amigo Ariel Rot, en el programa La ventana de la Cadena SER, donde charlaban de música y radiaban una selección de canciones de grupos o solistas que influyeron en sus carreras musicales, o por los que sienten una especial debilidad. La sección se llamaba «Long play» y en ella confesó que utilizaba el programa Ares para bajar canciones pero que para él «bajarse discos enteros es un acto de incultura; de ser un paleto».

## Discografía
- Patente de Corso (2002).
- El Muchacho Eléctrico (2005).
- Jaime Urrutia en Joy (2007).
- Lo Que No Está Escrito (2010).

### Sencillos
- ¡Qué Barbaridad! (2002).
- Castillos en el Aire (2002).
- ¿Dónde Estás? (2002).
- Toda mi Vida (2002).
- Escándalo de Amores (2003).
- El Hombre de Negro - Loquillo (colaboración) (2009).
- Lo que no está escrito (2010).

## Libros
En el 2014 sacó un libro llamado Canciones para enmarcar en el cual analiza más de una veintena de canciones que le formaron e inspiraron en su carrera artística.